# Michel Paysant
Michel Paysant (Bouzonville, 27 de març de 1955) és un artista francès. És conegut pel seu OnLab (Laboratoire d'Oeuvres Nouvelles) projecte d'investigació en l'art, la ciència i la tecnologia. El seu projecte «Nusquam» va estar exposat al Museu d'Art Modern Gran Duc Joan de Luxemburg entre el 15 de desembre de 2007 i el 7 d'abril de 2008, i després al Louvre entre el 26 de novembre de 2009 i el març de 2010.
És un expert escultor, artista, participant i especialista en nanoscòpic que treballa amb èmfasi en la fusió de les arts i la ciència. Ell creu que el «món de la ciència i les arts mai no es creuen» i treballa per a «construir ponts entre aquests dos mons».